# Schoenus lanatus
Schoenus lanatus là loài thực vật có hoa trong họ Cói. Loài này được Labill. miêu tả khoa học đầu tiên năm 1805.